# Möbel-Wanderausstellung 1953
Die Möbel-Wanderausstellung 1953 stellte einen Versuch dar, die sozialistische Planwirtschaft im Bereich der Möbelindustrie zu etablieren. Sie erfolgte als direkte Reaktion der DDR-Partei- und Staatsführung auf den Volksaufstand vom 17. Juni 1953.

## Ereignis
Das Ministerium für Leichtindustrie der DDR wurde im Sommer 1953 angewiesen, eine Wanderausstellung mit modernen Wohn-, Schlaf- und Kinderzimmermöbeln an 25 ausgewählten Orten zu präsentieren und die Meinung der Bevölkerung zu diesen Designstudien per Fragebogen zu erforschen.

## Klassenkampf am Nierentisch – die Hintergründe
Eine Volksbefragung zur Gestaltung von Möbeln und Einrichtungsgegenständen war im Sommer 1953 in der DDR – aus heutiger Sicht – vielleicht die unwichtigste Thematik, mit der sich die politische Führung zu beschäftigen hatte, doch die Maßnahme entsprach der damaligen Staatsdoktrin, eine zielgerichtete Abkehr von bürgerlicher Lebensweise und westlichen Einflüssen zu betreiben.
Die mit der Wanderausstellung gestartete Kampagne hatte somit drei Ziele:
1. die Entschärfung der seit dem 17. Juni 1953 mit Verhaftungswellen und Repressalien einhergehenden innenpolitisch hochbrisanten Lage durch ein scheinbares Eingehen auf Forderungen der Demonstranten nach mehr demokratischer Mitbestimmung, was zugleich mit entsprechender Auslands-Propaganda verbunden werden sollte
2. die Überwindung bisher noch kleinbürgerlich und/oder nationalsozialistisch bestimmter Gewohnheiten und Gesinnungsmuster durch die sozialistische Wertordnung und ein entsprechendes Schönheitsideal im Bereich der Wohn- und Funktionsmöbel
3. die Verhinderung einer (schleichenden) Amerikanisierung der Bevölkerung (American way of live) z. B. auch durch die Übernahme US-amerikanischer Wohnmöbel und/oder Gestaltungsprinzipien in der Innenarchitektur

Bereits 1952 war in Stalinstadt, der ersten sozialistischen Planstadt der DDR, eine Wohnanlage mit Mustern der anvisierten sozialistischen Wohnkultur aufgebaut worden und ausgewählten Bewohnern zur Erprobung und Begutachtung übergeben worden. Ein Beobachter des Ministeriums für Leichtindustrie berichtete darüber im November 1952 aus der Wohnstadt des EKO nach Ost-Berlin: „daß die präsentierten Möbel keineswegs auf ungeteilte Zustimmung stießen, da sie als zu zierlich, die polierten Oberflächen als zu empfindlich empfunden würden …“ In Reaktion auf diese erste Versuchsreihe wurde eine landesweite Befragung angeordnet.
In der Bundesrepublik Deutschland begann sich etwa zeitgleich der Gelsenkirchener Barock in der Alltagskultur durchzusetzen. Dieser als bürgerlich-dekandent bewertete Möbelstil sollte auf keinen Fall in sozialistische Wohnverhältnisse übernommen werden.

## Reaktionen der Bevölkerung
Mit einer ersten Auswertung der Besucherbücher in Eisenach stellte der örtliche Kulturfunktionär Artur Büttner  fest, dass die vorgestellten Möbelstücke aus den DDR-Möbelbetrieben mit großer Zufriedenheit und Interesse in der Bevölkerung aufgenommen worden waren. Die Möbelschau demonstriere eine fortschrittliche und am Bedürfnis des Menschen orientierte sozialistische Möbelgestaltung, welche sich nun wieder an den klassischen Vorbildern – Möbeln aus der Blütezeit der Renaissance und des Barock orientieren würde.

## Strikte Abkehr vom Bauhausstil
Auf völliges Unverständnis stieß auch die Weiterentwicklung der industriellen Formgestaltung – heute als Bauhausstil bekannt – in der damaligen DDR-Kulturelite – wie die folgende Bewertung einer Münchener Möbelpräsentation aus dem Jahr 1953 belegt.

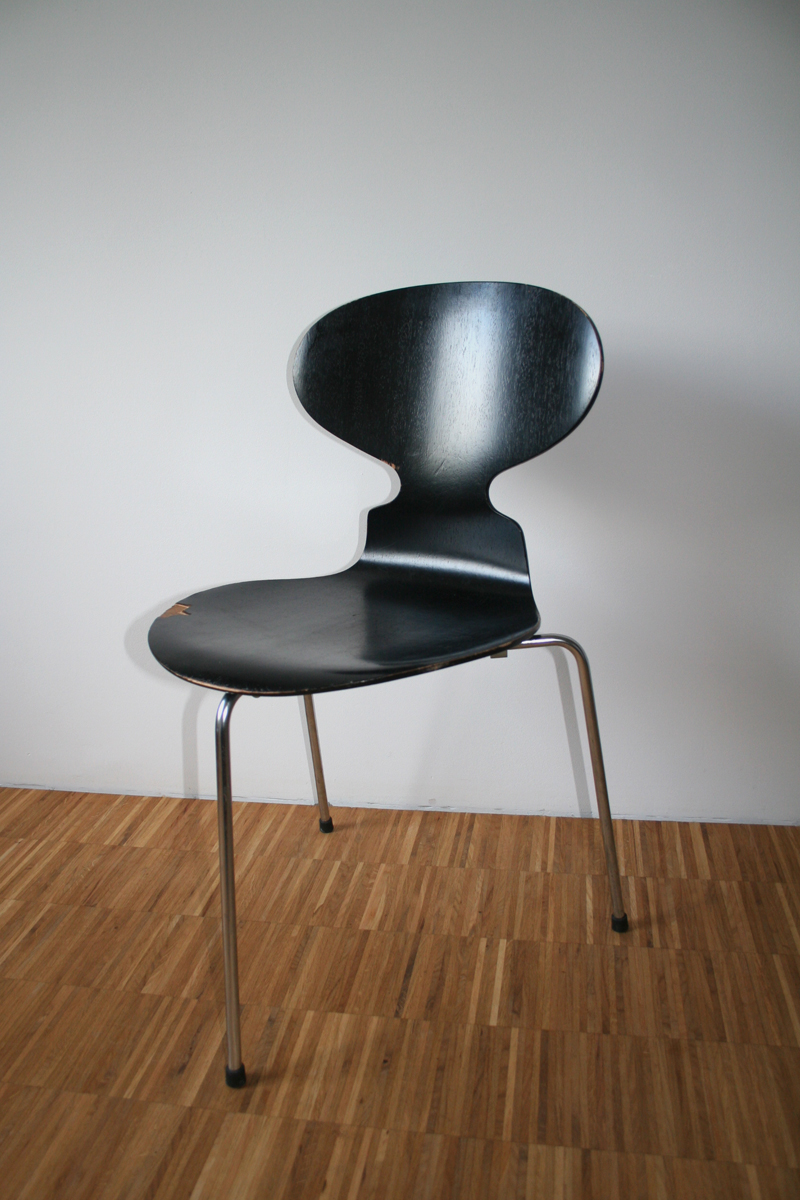
Designerstuhl von Arne Jacobsen – 1950

„Der erste Eindruck, wenn man solchen Möbeln gegenübersteht, ist: Hier hat ein Gehirn einen vielleicht zeitgemäßen Schwung erfaßt, der dann in der Improvisation erstarrte. Am eindringlichsten erkennbar in dem, was man dem Besucher als „Stuhl“ vorführt. Vergleichbar etwa mit einem Gedicht, dass mit Jamben klassischer Prägung beginnt und mit Knittelversen endet, übersetzt in die Architektur des „modernen Raumes“ sieht das so aus: Aus afrikanischem Holz edler Maserung gearbeitet und für den unaussprechlichen Körperteil zu schmal bemessen, auf vier rohen Beinen aus Aluminiumblech. Die Formel dieser Lösung ist Tempo + Billigkeit + Ungemütlichkeit. Eine Zumutung, die man selbst beim Export in die Exotenländer nur mit einiger Skepsis gelten lassen möchte. Aber auch uns sagt man vor, dies sei die neue Sachlichkeit, die zweite, nachdem die erste nach 1918 so sachlich (und den Gesetzen der Logik gehorchend) gestorben ist. Eine Art Zeitstil, der Schnelligkeit Rechnung tragend, dem flüchtigen Blick, der Nurpraktik und dem Wandelbaren huldigend. Es ist nichts Solides an diesen Sitzgelegenheiten, kein Blickfang für ruhebedürftige Augen, kein Hauch des Einfalls eines wirklichen Künstlers. Man bleibt kalt, kommt sich sachlich vor inmitten Sachlichem, schreitet wie auf Eiern durch ein Spalier aus Glas, womit kahl-flüssige Palettentische gedeckt sind, und fühlt sich wie Porzellan im Elefantenhaus. Oder umgekehrt. Die Beine sind so dünn, doch sie tragen, sie sind aus Eisen. Eisen oder Blech sind kalt. Aluminium vermittelt die Illusion, in einem Labor zu sein. Es mangelt diesen Möbeln mit dem Schwung der snobistischen Welle der Bezug zum Menschen, der eine Seele hat. Tot und zweckentfremdet wirkt der Teeraum, zwei Stühle aus -zur Wellenform gedemütigtem Holz mit Eisenbeinchen, dem Palettentisch mit gleichem Gestell und einer Platte aus roher Buche.“